# Geoffrey West

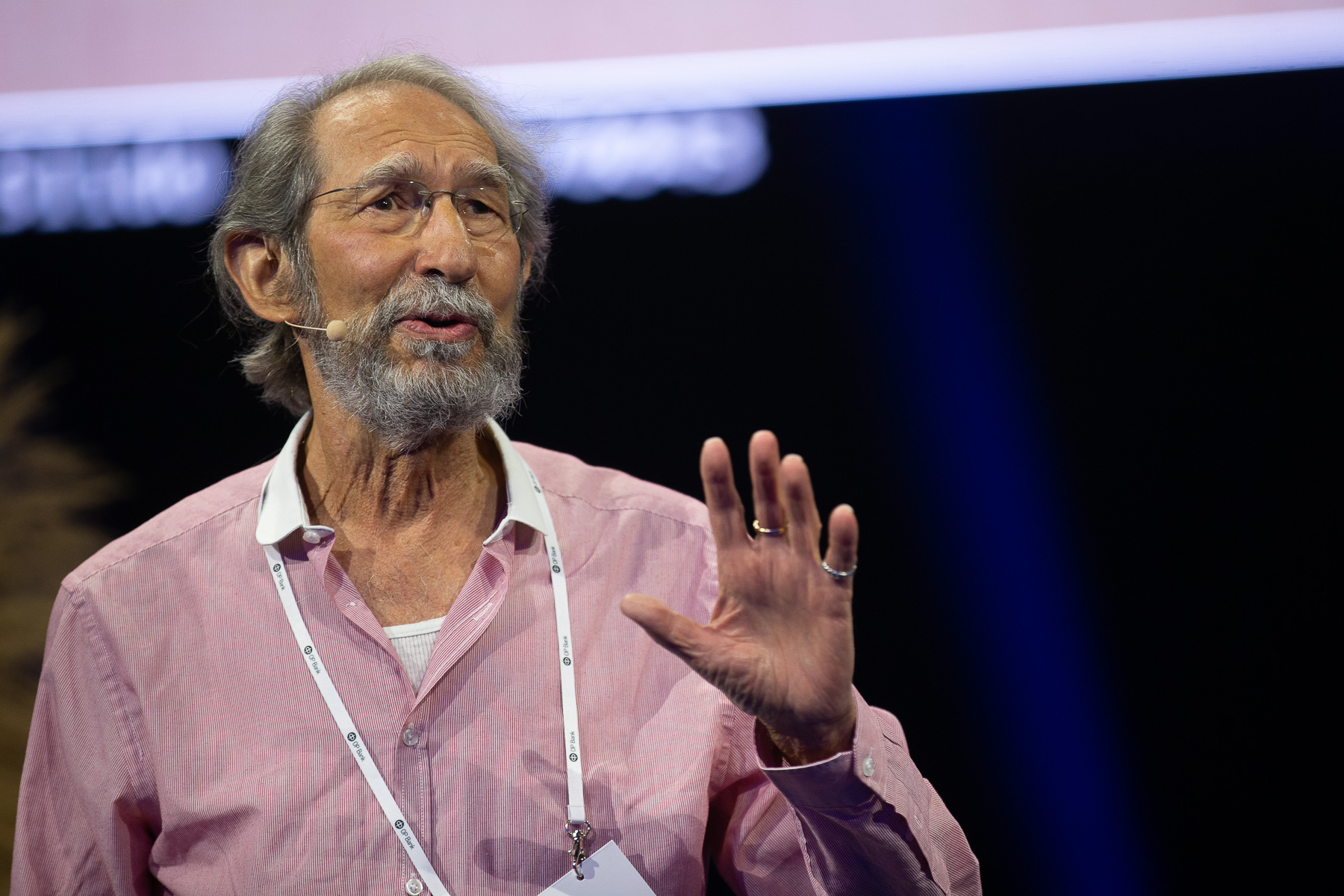
Geoffrey West (2022)

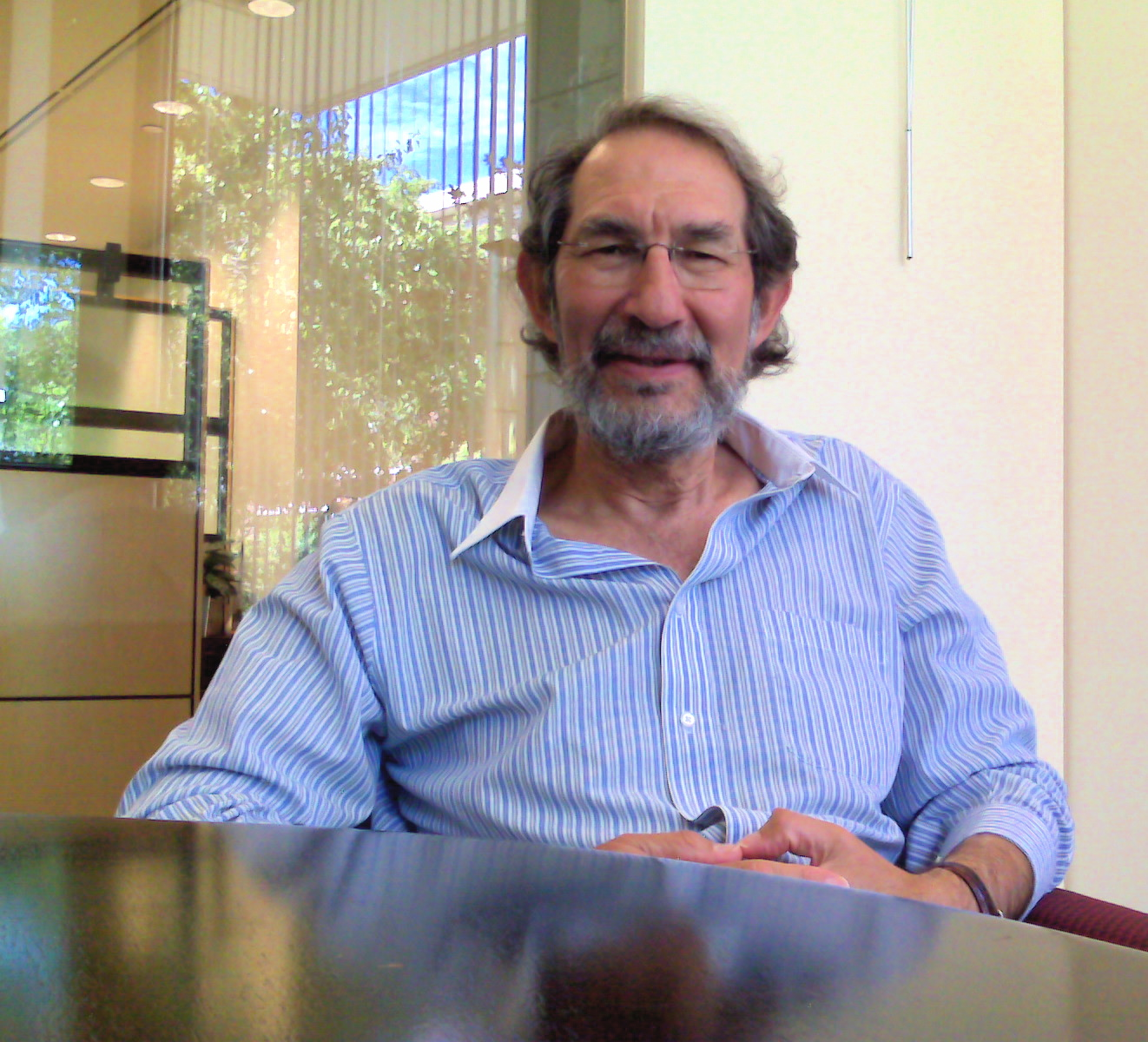
Geoffrey West (2007)

Geoffrey Brian West (* 15. Dezember 1940 in Taunton, Somerset) ist ein britischer Physiker.

## Leben
West studierte an der Universität Cambridge mit dem Bachelor-Abschluss und wurde 1966 an der Stanford University in theoretischer Kernphysik promoviert (Dissertation: I. Form Factors of the Three-Body Nuclei II. Coulomb Scattering and the Form Factor of the Pion). Er wurde Mitglied der Fakultät in Stanford, bevor er an das Los Alamos National Laboratory wechselte, wo er die Hochenergiephysik-Gruppe aufbaute und Senior Fellow wurde. Später wandte er sich theoretischer Biologie zu. 2005 bis 2009 war er Präsident des Santa Fe Institute, an dem er seit 2003 Distinguished Professor ist.

## Werk

### Erkenntnisse
Er ist bekannt für Untersuchungen zu den Ursprüngen von Skalierungsgesetzen in der Biologie, von der Zelle über Organismen und ihren Stoffwechsel bis zu Ökosystemen (und von ihm auf Organisationen, Firmen, Wirtschaft und Städte erweitert). Dabei arbeitete er mit zwei Biologen der University of New Mexico zusammen, James Brown und Brian Enquist.
Max Kleiber hatte in den 1930er Jahren herausgefunden, dass die Stoffwechselrate (der Energieverbrauch pro Zeitspanne) bei Tieren mit der Körpermasse, die proportional zum Volumen ist, nicht wie man erwarten könnte mit einer Potenz von {\displaystyle {\frac {2}{3}}}  der Masse skaliert, sondern mit der Potenz {\displaystyle {\frac {3}{4}}} . Dies ist auch ein Ausdruck davon, dass die Energienutzung umso effizienter ist, je größer die Tiere sind (Energieverbrauch pro Masseneinheit proportional {\displaystyle m^{-{\frac {1}{4}}}}). West und Kollegen fanden 1997 heraus, dass das genaue Potenzgesetz eine Folge der Modellierung von Organismen als fraktale (selbstähnliche) Netze ist, in denen Stoffwechselprodukte bis zur Zellebene verteilt werden. Eine Eigenschaft dieser Netze bei Pflanzen ist, dass die Querschnittsfläche auf niedrigeren Skalen gleich bleiben sollte, um einen kontinuierlichen Fluss zu gewährleisten. Bei Tieren mit einem Kreislauf mit Pumpleistung über ein Herz sollte die Querschnittsfläche dagegen zunehmen, um die verteilte Flüssigkeit abzubremsen. Eine Vorhersage war, dass der Blutdruck bei Tieren in etwa gleich sein müsse. Später wurde das Modell auch auf Zellen und Zellbestandteile ausgedehnt, wo ebenfalls fraktale Netzstrukturen existieren. In der anderen Richtung dehnten sie dies auch Ökosysteme aus, zum Beispiel auf tropische Regenwälder, bei denen eine ähnliche Skalierung der Größenverteilung sowohl bei einzelnen Bäumen und ihren Ästen als auch in der Verteilung der Bäume als Komponenten des Regenwaldes gefunden wurde (wieder mit Potenz {\displaystyle {\frac {3}{4}}}).
Andere Größen biologischer Systeme sind gemäß {\displaystyle m^{\frac {1}{4}}} verteilt, so typische Zeiten wie Lebensspannen oder Reifungszeiten, und Raten wie die Herzschläge pro Zeitspanne oder Evolutionsraten wie {\displaystyle m^{-{\frac {1}{4}}}}. Verallgemeinert kommt auf d Raumdimensionen eine Skalierung mit Potenzen in Vielfachen von {\displaystyle {\frac {1}{d+1}}}.
Bei Städten, deren Größe nach Einwohnerzahl bemessen wird, ergaben sich unterschiedliche Skalierungen, da neben den Skalierungen ähnlich bei biologischen Systemen, die sich besonders in Infrastruktursystemen für die Versorgung finden (Potenzen um {\displaystyle 0{,}8}), auch dynamische Prozesse aus sozialer Interaktion (Innovation, Wohlstandsmehrung) vorhanden sind mit Potenzen nahe oder über {\displaystyle 1}.

### Positionen
Geoffrey West plädierte, ähnlich dem Green New Deal, in der Vergangenheit wiederholt für ein Großprojekt, das Lösungen zur Bekämpfung der Klimakrise und dem Überleben der Menschheit erarbeiten solle. In Anlehnung an das Manhattan-Projekt und wegen des starken Bezugs zu komplexen adaptiven Systemen könne man das Vorhaben Santa-Fe-Projekt nennen, so West. Es brauche eine „Große Vereinheitlichte Theorie der Nachhaltigkeit“, für die die eingesetzten Ressourcen den Umfang des Apollo-Programms übersteigen sollten.

## Ehrungen
2013 erhielt er den Leo Szilard Lectureship Award. Er ist Fellow der American Physical Society. 2005 erhielt er den Weldon Memorial Prize.

## Schriften
- mit Necia Grant Cooper (Hrsg.): Particle Physics: A Los Alamos Primer. Cambridge UP 1988
- mit James H. Brown (Hrsg.): Scaling in biology. Oxford University Press, 2000.
- Scale: The Universal Laws of Growth, Innovation, Sustainability, and the Pace of Life in Organisms, Cities, Economies, and Companies, Penguin Press, 2017. (Deutsche Ausgabe: Scale. Die universalen Gesetze des Lebens von Organismen, Städten und Unternehmen. München: C.H. Beck 2019. ISBN 978-3406741913.)

Aufsätze (Auswahl):
- mit James H. Brown, Brian J. Enquist: A general model for the origin of allometric scaling laws in biology, Science, Band 276, 1997, S. 122–126. PMID 9082983
- mit James H. Brown, Brian J. Enquist: The fourth dimension of life: fractal geometry and allometric scaling of organisms, Science, Band 284, 1999, S. 1677–1679. PMID 10356399
- mit James H. Brown, Brian J. Enquist: A general model for the structure and allometry of plant vascular systems, Nature, Band 400, 1999, S. 664–667.
- mit J. Brown, B. Enquist: A general model for ontogenetic growth, Nature, Band 413, 2001, S. 628–631, PMID 11675785
- mit J. H. Brown, Woodruff: Allometric scaling of metabolic rate from molecules and mitochondria to cells and mammals, Proc. Nat. Acad., Band 99, 2002, Suppl 1, S. 2473–2478, PMID 11875197
- mit J. F. Gillooly u. a.: Effects of size and temperature on metabolic rate, Science, Band 293, 2001, S. 2248–2251. PMID 11567137
- mit J. H. Brown u. a.: The fractal nature of nature: power laws, ecological complexity and biodiversity, Phil. Trans. Roy. Soc. B, Band 357, 2002, S. 619–626
- mit J. H. Brown u. a.: Toward a metabolic theory of ecology,  Ecology, Band 85, 2004, S. 1771–1789.
- mit V. M. Savage u. a.: Scaling of number, size, and metabolic rate of cells with body size in mammals, Proc. Nat. Acad., Band 104, 2007, S. 4718–4723
- mit L. M.  Bettencourt u. a.: Growth, innovation, scaling, and the pace of life in cities, Proceedings of the National Academy of Sciences, Band 104, 2007, S. 7301–7306.